# Heulandita-Sr
L'heulandita-Sr és un mineral de la classe dels silicats, que pertany al grup de l'heulandita. Rep el nom en honor de Johann Heinrich "John Henry" Heuland (Beyreuth, Alemanya, 21 de març de 1778 - Hastings, Sussex, Anglaterra, 16 de novembre de 1856), un col·leccionista i comerciant de minerals que va viure a Anglaterra, i pel sufix que indica l'estronci dominant.

## Característiques
L'heulandita-Sr és un silicat de fórmula química (Sr,Na,Ca)₅(Si27Al9)O72·24H₂O. Cristal·litza en el sistema monoclínic. La seva duresa a l'escala de Mohs es troba entre 3 i 3,5.
Segons la classificació de Nickel-Strunz, l'heulandita-Sr pertany a «09.GE - Tectosilicats amb H₂O zeolítica; cadenes de tetraedres de T10O20» juntament amb els següents minerals: clinoptilolita-Ca, clinoptilolita-K, clinoptilolita-Na, heulandita-Ca, heulandita-K, heulandita-Na, heulandita-Ba, estilbita-Ca, estilbita-Na, barrerita, stel·lerita, brewsterita-Ba i brewsterita-Sr.

## Formació i jaciments
Va ser descoberta a la mina Campegli, a la localitat de Castiglione Chiavarese, dins la província de Gènova (Ligúria, Itàlia). També ha estat descrita a Noruega, Escòcia, Rússia, el Japó, el Canadà, els Estats Units i l'Antàrtida.